# Polány, Somogy
Polány  este un sat în districtul Kaposvár, județul Somogy, Ungaria, având o populație de 241 de locuitori (2011). 

## Demografie
Componența etnică a satului Polány
     Maghiari (93,41%)
     Germani (6,59%)
Componența confesională a satului Polány
     Romano-catolici (38,17%)
     Luterani (13,28%)
     Fără religie (13,28%)
     Reformați (2,49%)
     Necunoscută (32,78%)
Conform recensământului din 2011, satul Polány avea 241 de locuitori. Din punct de vedere etnic, majoritatea locuitorilor (93,41%) erau maghiari, cu o minoritate de germani (6,59%). Nu există o religie majoritară, locuitorii fiind romano-catolici (38,17%), persoane fără religie (13,28%), luterani (13,28%) și reformați (2,49%). Pentru 32,78% din locuitori nu este cunoscută apartenența confesională.